# 通作歌曲形式
通作歌曲形式（つうさくかきょくけいしき）は、歌曲に多く用いられる楽曲の形式である。ひとつの旋律を何度も繰り返して別の歌詞を付けるというようなことをせず、歌詞が進むごとに異なる旋律を付けてゆく形式である。詩が規則的な節に分かれず、劇的、叙事的に発展する場合によく採用される。19世紀、文学的な内容に深い関心が払われるにつれ（ロマン派音楽）、抒情的な歌曲においても通作形式が増えていった。対語は有節歌曲形式である。
「通作」（英: through-composed、独: durchkomponiert）という言葉は歌曲以外のジャンルにも使われる。器楽曲の場合は楽章間が結びつけられている作品や単一楽章の交響詩などを指す。オペラの場合、リブレットを通して音楽が付けられ台詞や踊りで中断しない作品はより「通作」的であると言え、ワーグナーの楽劇はその典型的な例である。

## 通作歌曲形式の楽曲の例
- シューベルト：『魔王』
- R.シュトラウス：『万霊節』